# Sztum
Sztum (in casciubo Sztëm, in tedesco Stuhm) è un comune urbano-rurale polacco del distretto di Sztum, nel voivodato della Pomerania.
Ricopre una superficie di 180,84 km² e nel 2004 contava 17 949 abitanti.

## Storia

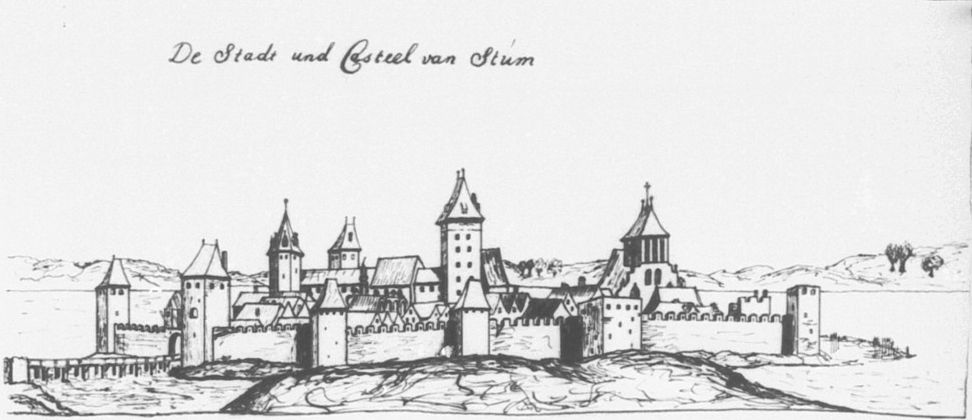
Dipinto storico della città

Sono state trovate tracce dei primi insediamenti che risalgono all'era dell'Impero Romano. Nel primo Medioevo vi ea un insediamento fortificato dei popoli della Prussia, e fu conquistato dai Cavalieri Teutonici nel 1236. A Sztum furono concessi i diritti da città nel 1416. Nel 1466 la città passò sotto la sovranità della Polonia come parte della provincia della Prussia Reale. Quando fece parte della Polonia e in seguito della Confederazione Polacco-Lituana, la città funse da sede del distretto e da sede per le udienze giudiziatie e del Parlamento. Nel 1772, a seguito della Prima Spartizione della Polonia, Sztum divenne parte della Prussia. Nel 1871 divenne parte del nuovo Impero tedesco. La città e l'area che la circondava votarono per rimanere sotto la Germania nel plebiscito del 1920.
Alla fine e anche in seguito alla Seconda guerra mondiale, gli abitanti tedeschi furono evacuati o espulsi, come gran parte della popolazione tedesca della Prussia orientale. Dopo la guerra, la città, insieme al resto della Prussia Orientale, fu assegnata alla Polonia, in seguito agli accordi della Conferenza di Potsdam. Sztum fu abitata da polacchi, molti dei quali espulsi dalle aree polacche annesse dall'Unione Sovietica.
La città di Sztum, dal 1975 al 1998 è appartenuta al voivodato di Danzica, solo dal 1999 è parte del voivodato della Pomerania.